# Szent arkangyalok fatemplom (Almásszelistye)
Az almásszelistyei Szent arkangyalok fatemplom műemlékké nyilvánított épület Romániában, Hunyad megyében. A romániai műemlékek jegyzékében a  HD-II-m-B-03236 sorszámon szerepel.